# 부젠오쿠마역
부젠오쿠마역(일본어: 豊前大熊駅)은 일본 후쿠오카현 다가와군 이토다정에 위치한 헤이세이 지쿠호 철도 이타 선의 철도역이다. 단선 승강장 1면 1선의 구조를 갖춘 지상역이다.

## 역 주변
- 후쿠오카 현도 420호 가나다이토다타가와 선

## 역사
- 1942년 10월 1일 : 산업 시멘트 철도의 역으로서 개업.
- 1943년 7월 1일 : 전시 매수에 의해, 일본국유철도의 역이 됨.
- 1951년 1월 1일 : 화물 취급 개시.
- 1968년 5월 1일 : 화물 취급 폐지.
- 1974년 3월 5일 : 무인역화.
- 1987년 4월 1일 : 일본국유철도 분할 민영화에 의해, 규슈 여객철도가 승계.
- 1989년 10월 1일 : 헤이세이 지쿠호 철도로 전환.

## 인접 역
| 헤이세이 지쿠호 철도 ■ 이토다 선 | 헤이세이 지쿠호 철도 ■ 이토다 선 | 헤이세이 지쿠호 철도 ■ 이토다 선 |
| -------------------------------- | -------------------------------- | -------------------------------- |
| 가나다 가나다 방면               | ■ 이토다 선                      | 마쓰야마 다가와고토지 방면       |